# Адад, Моше
Моше Адад (ивр. משה אדד‎;
20 мая 1939, Беджа, Тунис — 25 марта 2019) — израильский учёный-криминолог и психолог. Глава отделения криминологии Бар-Иланского университета, декан факультетов психологии и криминологии в ряде израильских колледжей. Лауреат Премии Израиля в области криминологии (2010).

## Биография
Моше Адад родился в 1939 году в Тунисе в семье религиозных сионистов. Его отец в 1943 году, когда Тунис находился под контролем германских войск, был отправлен в местный концлагерь, где подвергался пыткам. После войны отец некоторое время возглавлял сионистскую организацию Туниса, пока в 1951 году семья Ададов не репатриировалась в Израиль.
В Израиле Моше учился в школе в Кфар-ха-Роэ, а затем в иешиве. После окончания службы в Армии обороны Израиля он продолжил учёбу в Тель-Авивском университете. В 1968 году он получил первую степень по биологии, химии и психологии, а в 1974 году — вторую степень по криминологии cum laude. Через два года защитил диссертацию на степень доктора философии по криминологии summa cum laude в Парижском университете.
Ещё во время учёбы, в 1968 году, начал преподавать психологию в колледже «Хадера-Менаше». В 1970—1973 годах был директором сельскохозяйственной школы-иешивы в Кфар-ха-Роэ. В 1976 году возглавил факультет психологии в религиозном учительском колледже «Тальпийот» в Тель-Авиве (оставаясь на этом посту на протяжении следующих 20 лет) и с этого же года преподавал криминологию в Бар-Иланском университете (с 1982 года в звании профессора). В 1982—1986, 1994—1998 и 2004—2007 годах возглавлял отделение криминологии в этом университете. В 1994 году основал и до 2009 года был бессменным деканом факультета криминологии в колледже Долины Иордана. В 2007 году назначен директором по учебному процессу в колледже Цфата.
Адад занимал ведущие должности в ряде профессиональных изданий: был редактором журнала Бар-Иланского университета «Преступность и социальные отклонения», членом редакционного совета журнала полиции Израиля «Полиция и общество», редактором совместного издания Бар-Иланского университета и управления тюрем Израиля «Цохар ле-бейт ха-сохар» (ивр. צוהר לבית הסוהר‎, букв. «Окно в тюрьму»). В 1981 году стал одним из соавторов статьи о криминологии во французской «Медико-хирургической энциклопедии».
В ходе академической карьеры Моше Адад изучал вопросы взаимосвязи психических и физических заболеваний с преступностью, психобиологические и социальные факторы, влияющие на совершение преступлений, а также этические аспекты отношения общества к правонарушителям. Он в частности сумел продемонстрировать связь между девиантным поведением и некоторыми характерными симптомами шизофрении, а также социальными стигмами в отношении больных эпилепсией. Ещё одной темой его исследований была связь между иммиграцией и преступностью. Адад внёс вклад в теорию преступности как защитного механизма детей и подростков, бывших жертвами насилия. Им была разработана методика лечения алкогольной и наркотической зависимости и улучшены методы логотерапевтической работы с преступниками. 
В 2010 году профессору Ададу была присуждена Премия Израиля в области криминологии. В 2018 году в его честь была названа улица в Хадере. Моше Адад скончался в возрасте 80 лет весной 2019 года и был похоронен на Новом кладбище Хадеры.